# Hróars saga Tungugoða
Hróars saga Tungugoða es una saga islandesa, hoy desaparecida, sobre la figura de Hróar Tungugoði, un caudillo vikingo de la Mancomunidad Islandesa en el siglo X. Parte de esa historia se conserva en la saga de Reykdæla ok Víga-Skútu.